# Amy Klobuchar
Amy Klobuchar, née le 25 mai 1960 à Plymouth (Minnesota), est une femme politique américaine, membre du Parti démocrate et sénatrice du Minnesota au Congrès des États-Unis depuis 2007.
Diplômée de Yale et de l'université de Chicago, elle fait ses débuts en politique lorsqu'elle est élue procureur du comté de Hennepin, couvrant Minneapolis, plus grande ville du Minnesota, en 1998. Entrant au Sénat des États-Unis à la suite des élections de 2006, elle succède à Mark Dayton et est réélue à deux reprises avec des marges confortables. D'orientation centriste, elle est connue pour son travail bipartisan avec les élus du Parti républicain.
Elle se porte candidate aux primaires du Parti démocrate pour l'élection présidentielle de 2020 mais se retire de la course après la primaire de Caroline du Sud et apporte son soutien à Joe Biden.

## Biographie

### Jeunesse et famille
Une partie de l'ascendance d'Amy Klobuchar est slovène (par son grand-père paternel), tandis qu'une autre partie est suisse (par son grand-père maternel). Son père, Jim Klobuchar, est écrivain et ancien éditorialiste au Star Tribune, journal du Minnesota. Il divorce de sa femme Rose (née Heuberger), enseignante en primaire, lorsque leur fille est âgée de 15 ans, ce qui le fait sombrer dans l'alcoolisme pendant deux décennies, entachant sa relation avec sa fille. Le grand-père paternel d'Amy Klobuchar est mineur dans l'Iron Range.

### Études et carrière
Amy Klobuchar est diplômée d'un baccalauréat universitaire ès lettres en science politique de l'université Yale en 1982 avec la mention magna cum laude, puis d'un Juris Doctor de l'école de droit de l'université de Chicago en 1985, avec à nouveau la mention magna cum laude. Lors de ses études à Yale, elle est stagiaire auprès du vice-président Walter Mondale, ancien sénateur des États-Unis pour le Minnesota.

### Vie privée

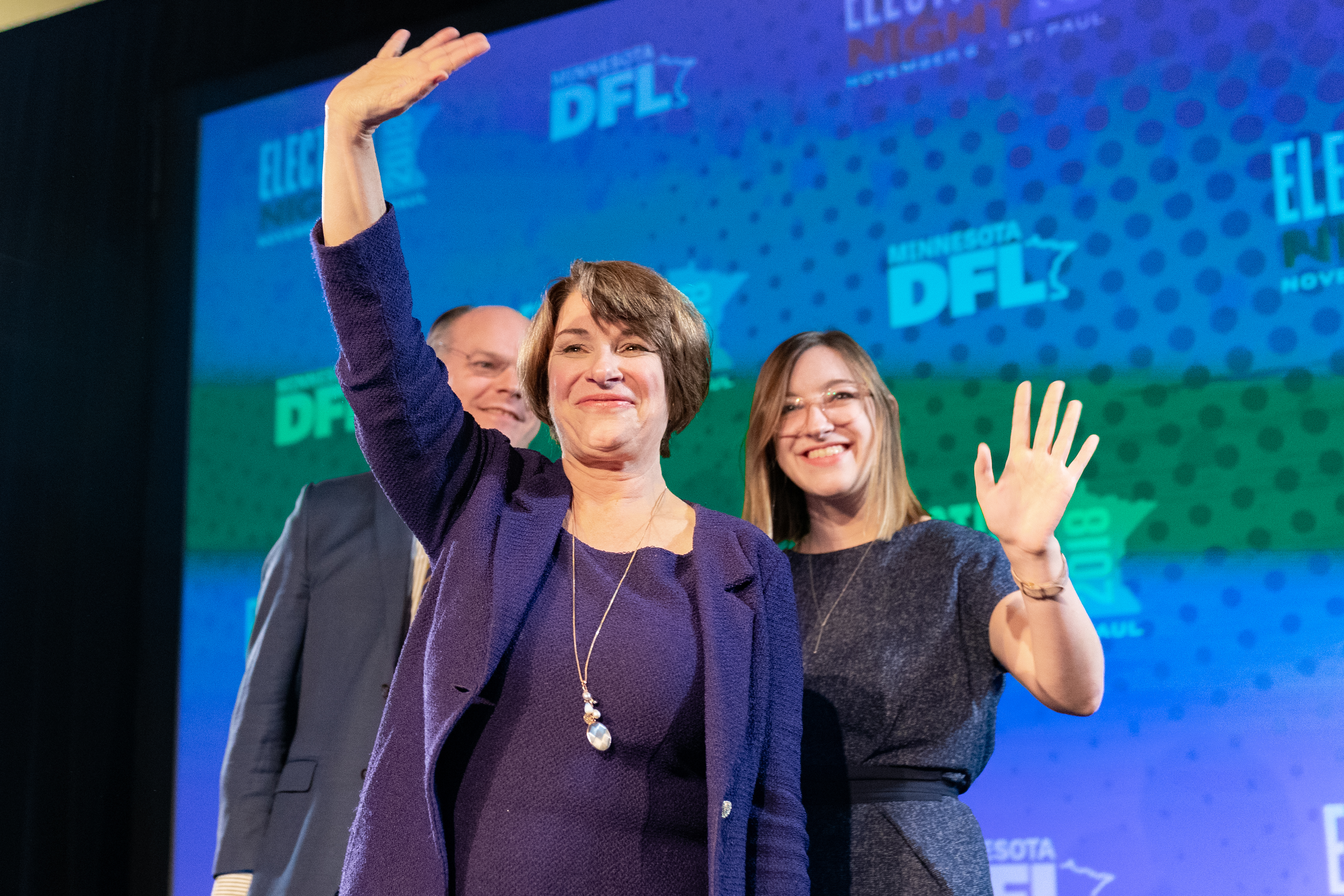
Amy Klobuchar avec son mari John Bessleret et leur fille Abigail, le soir de sa deuxième réélection au Sénat en 2018.

Amy Klobuchar est mariée au professeur de droit John D. Bessleret, officiant à l'université de Baltimore, et le couple a une fille, Abigail. En 2020, elle annonce que son mari est atteint par la Covid-19, puis sa guérison complète peu de temps après. Elle exerce en tant qu'avocate pour les cabinets juridiques Dorsey & Whitney et Gray Plant Mooty au Minnesota, au rang d'associée au premier au côté de l'ancien vice-président Walter Mondale.

### Engagement politique

#### Procureur du comté de Hennepin

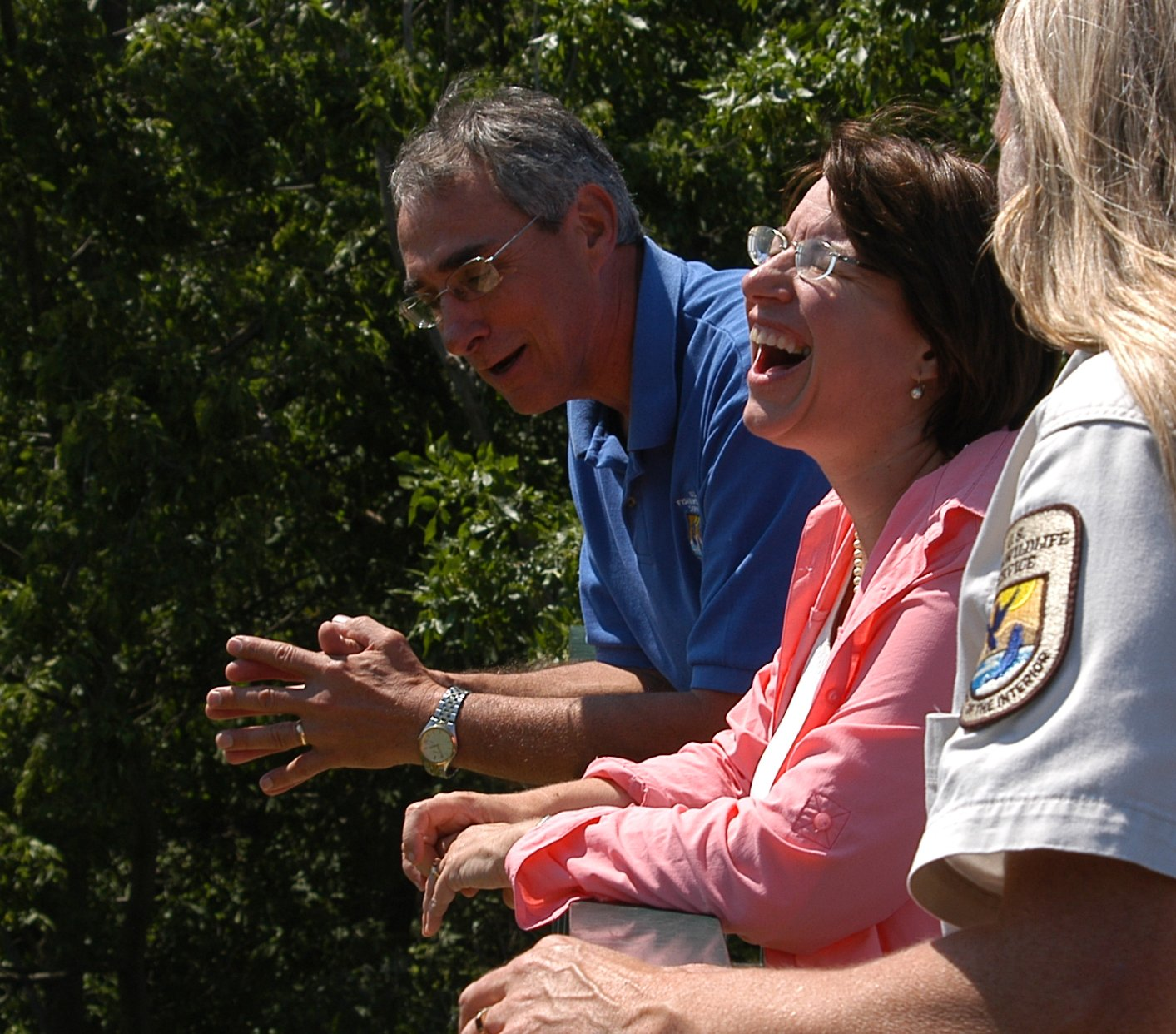
Amy Klobuchar en tant que procureur de comté, en 2003.

En 1998, Amy Klobuchar est élue procureur du comté de Hennepin, réélue en 2002 après avoir été sélectionnée en 2001 comme procureur de l'année par le journal Minnesota Lawyer. De novembre 2002 à novembre 2003, elle préside l'association des procureurs de comté du Minnesota.

#### Sénatrice des États-Unis

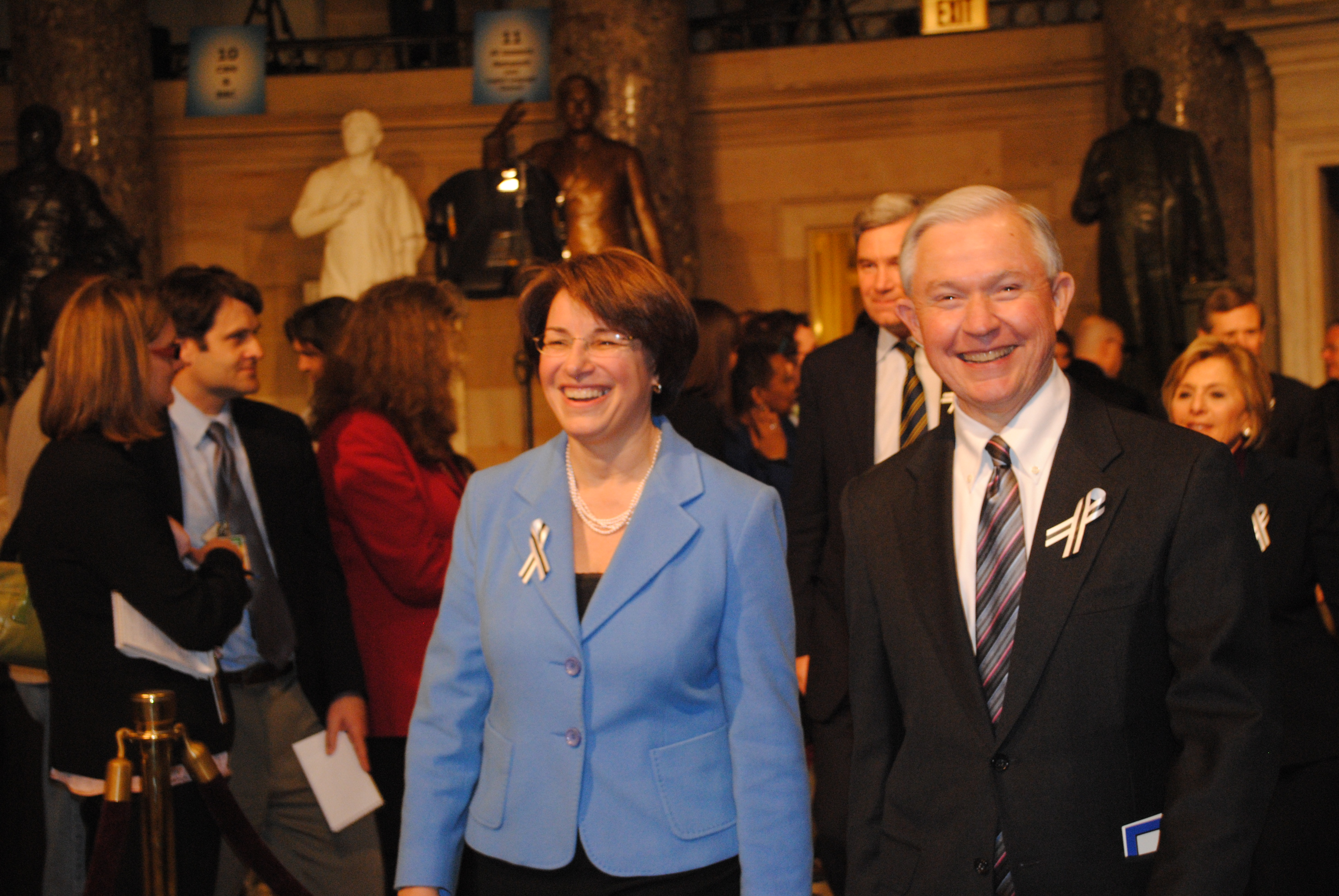
Amy Klobuchar avec Jeff Sessions, sénateur des États-Unis pour l'Alabama, au Capitole en 2011.

En 2006, Amy Klobuchar se présente au Sénat des États-Unis, après le retrait du sortant Mark Dayton, membre du Parti démocrate. Portée par une campagne qualifiée par la presse d'« énergique » et des ressources financières importantes, elle ne rencontre que peu d'opposition lors de la primaire du parti. Elle affronte dès lors Mark Kennedy, candidat du Parti républicain et élu à la Chambre des représentants des États-Unis, qu'elle critique pour son soutien à la politique du président George W. Bush. Elle devient sénatrice des États-Unis avec 58,1 % des voix face à Kennedy, qui obtient 37,9 %. Elle devient la première femme élue à la fonction au Minnesota.
Du fait de la vacance de la fonction de sénateur des États-Unis pour le Minnesota de classe 2, Amy Klobuchar est la seule sénatrice de l'État au Congrès du 3 janvier au 7 juillet 2009, lorsqu'Al Franken prête serment. Amy Klobuchar est candidate à sa réélection lors des élections de 2012. Populaire, elle domine largement les sondages face au représentant d'État Kurt Bills. Le 6 novembre, elle rassemble deux fois plus de voix que son adversaire républicain, 65,2 % des suffrages contre 30,5 %.

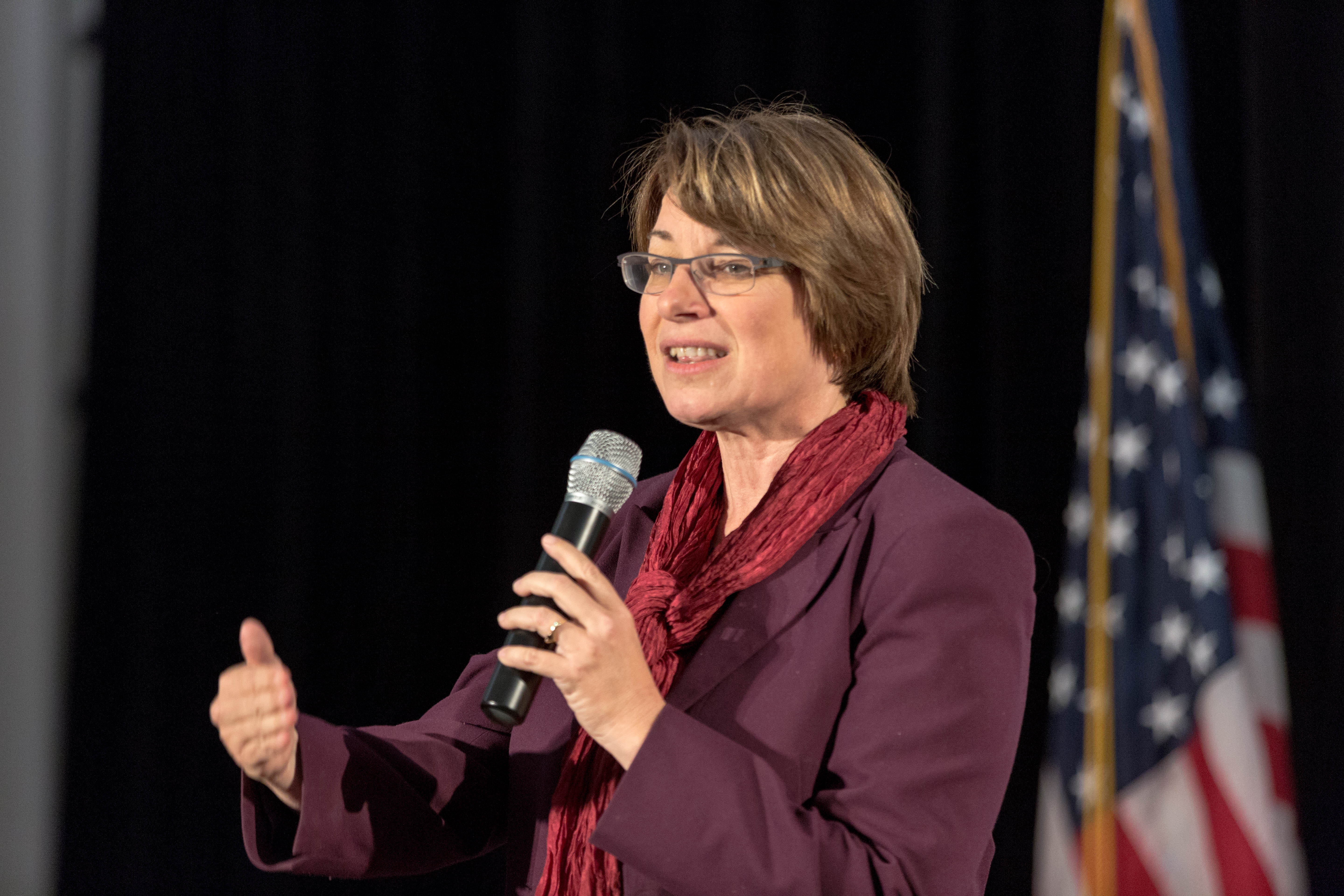
Amy Klobuchar faisant campagne pour Hillary Clinton dans le Minnesota en vue de l'élection présidentielle de 2016.

Sollicitée pour se présenter lors des élections de 2018 à la succession de Mark Dayton au poste de gouverneur du Minnesota, Amy Klobuchar annonce en décembre 2016 qu'elle est candidate à un troisième mandat au Sénat. Durant la présidence de Barack Obama, son nom est souvent évoqué pour d'autres candidatures : à la présidence, à la vice-présidence ou encore à la Cour suprême. Lors des élections de 2018, elle est réélue sénatrice, réunissant plus de 60 % des voix face à Jim Newberger, élu à la Chambre des représentants du Minnesota à partir de 2013 pour le Parti républicain.

#### Campagne présidentielle de 2020

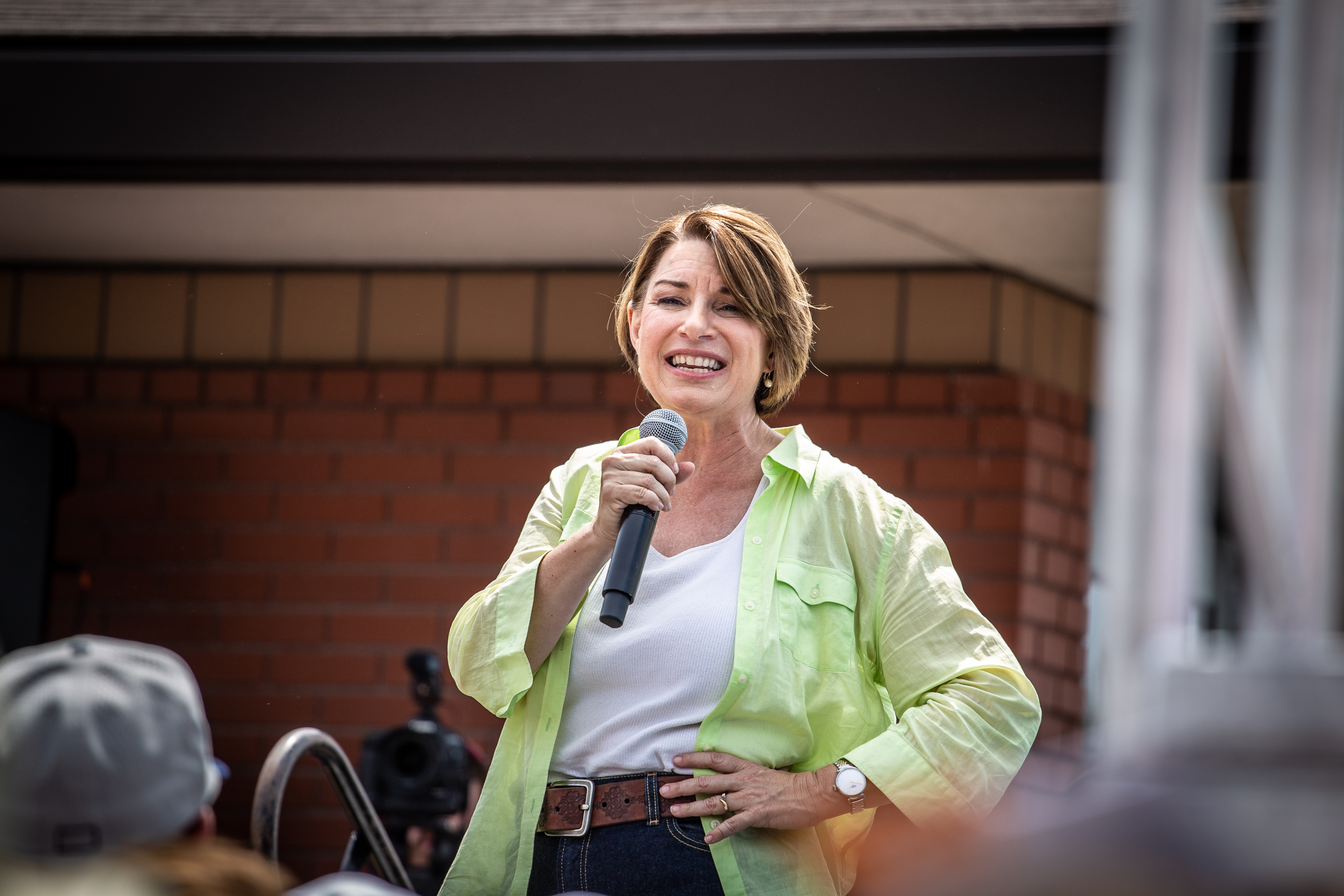
Amy Klobuchar en campagne à Des Moines (Iowa), en 2019.

Le 10 février 2019, elle annonce qu'elle se lance dans la course à la primaire présidentielle démocrate de 2020. Un mois plus tard, elle est accusée de maltraitance par des membres de son équipe.
Elle arrive en cinquième position lors du caucus de l'Iowa mais décroche la troisième place de la primaire du New Hampshire, obtenant 20 % des voix. Après des résultats décevants lors du caucus du Nevada et de la primaire de Caroline du Sud, elle annonce le 2 mars 2020 son retrait de la course et apporte son soutien à Joe Biden. Lorsque Biden annonce qu'il compte choisir une femme pour la vice-présidence, le nom d'Amy Klobuchar ressort dans la presse. En effet, elle dispose de deux avantages : apparaissant plus expérimentée que Stacey Abrams, Michelle Lujan Grisham, Tammy Duckworth ou Gretchen Whitmer, elle représente un État du Midwest, région clé pour l'élection, ce qui n'est pas le cas d'Elizabeth Warren (Massachusetts), Kamala Harris (Californie), Tulsi Gabbard (Hawaï), Maggie Hassan (New Hampshire) ou Catherine Cortez Masto (Nevada). Bien que quatre autres femmes remplissent ces deux critères — Marcia Fudge, élue de l'Ohio à la Chambre des représentants des États-Unis depuis 2008, Gwen Moore, élue du Wisconsin à la Chambre des représentants des États-Unis depuis 2005, Tammy Baldwin, élue du Wisconsin au Sénat des États-Unis depuis 2013, ainsi que Debbie Stabenow, élue du Michigan au Sénat des États-Unis depuis 2001 — il apparaît qu'Amy Klobuchar dispose de l'avantage de sa candidature infructueuse aux primaires, qui la fait connaître du grand public. Le 18 juin 2020, à la suite des manifestations et émeutes consécutives à la mort de George Floyd, elle se retire de fait de la course à la vice-présidence en incitant Biden à choisir une femme noire, la place de colisitère revenant finalement à Kamala Harris. Le 20 janvier 2021, elle introduit la cérémonie d'investiture de Joe Biden

## Historique électoral

### Sénat
| Année | Amy Klobuchar | Républicain | Independence | Vert   | Autres |
| ----- | ------------- | ----------- | ------------ | ------ | ------ |
| Année |               |             |              |        |        |
| 2006  | 58,06 %       | 37,94 %     | 3,23 %       | 0,49 % | 0,28 % |
| 2012  | 65,23 %       | 30,53 %     | 2,59 %       | —      | 1,65 % |
| 2018  | 60,31 %       | 36,21 %     | —            | 0,89 % | 2,55 % |
| 2024  | 56,2 %        | 40,5 %      | 1,5 %        | —      | 1,8 %  |